# (473147) 2015 KG11
(473147) 2015 KG11 es un asteroide perteneciente al cinturón de asteroides, descubierto el 14 de junio de 2005 por el equipo del Mount Lemmon Survey desde el Observatorio del Monte Lemmon, Arizona, Estados Unidos.

## Designación y nombre
Designado provisionalmente como 2015 KG11.

## Características orbitales
2015 KG11 está situado a una distancia media del Sol de 3,000 ua, pudiendo alejarse hasta 3,395 ua y acercarse hasta 2,605 ua. Su excentricidad es 0,131 y la inclinación orbital 14,46 grados. Emplea 1898 días en completar una órbita alrededor del Sol.

## Características físicas
La magnitud absoluta de 2015 KG11 es 15,8. Tiene 4,504 km de diámetro y su albedo se estima en 0,055.